# Gunma

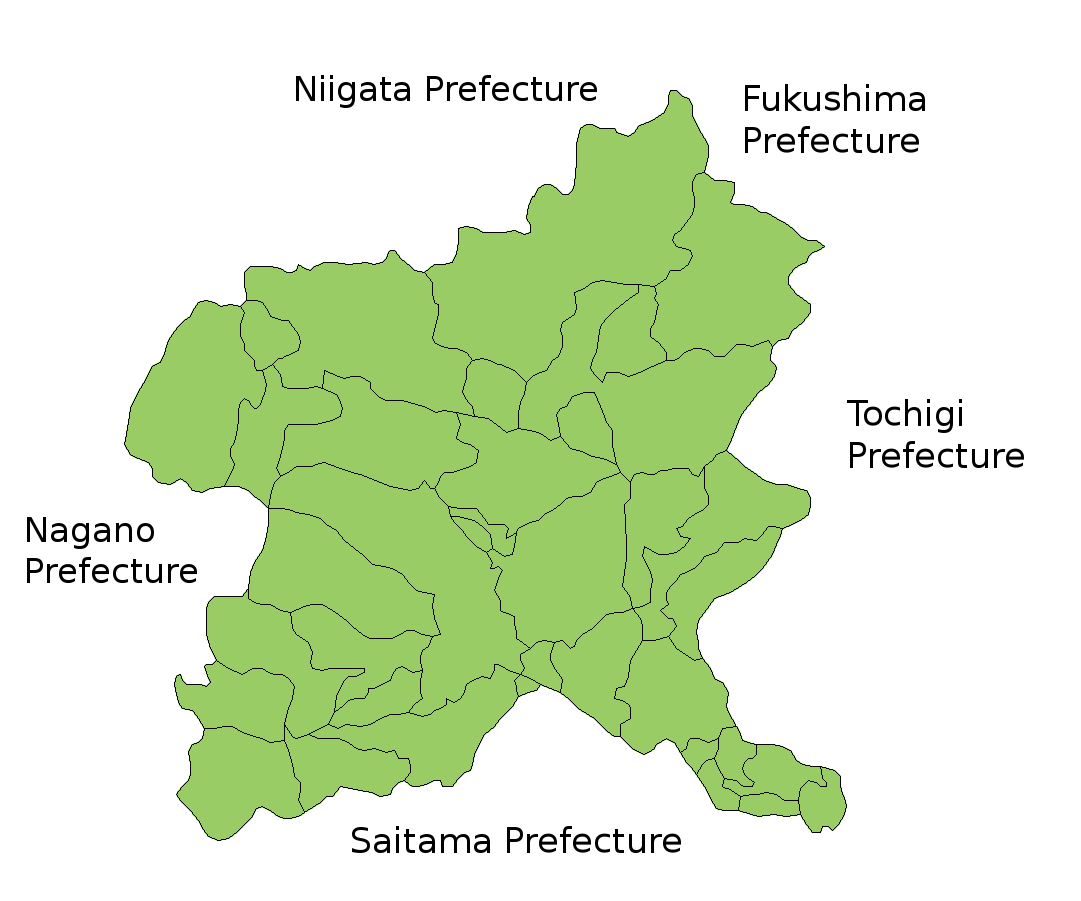
Mapa da Prefeitura de Gunma

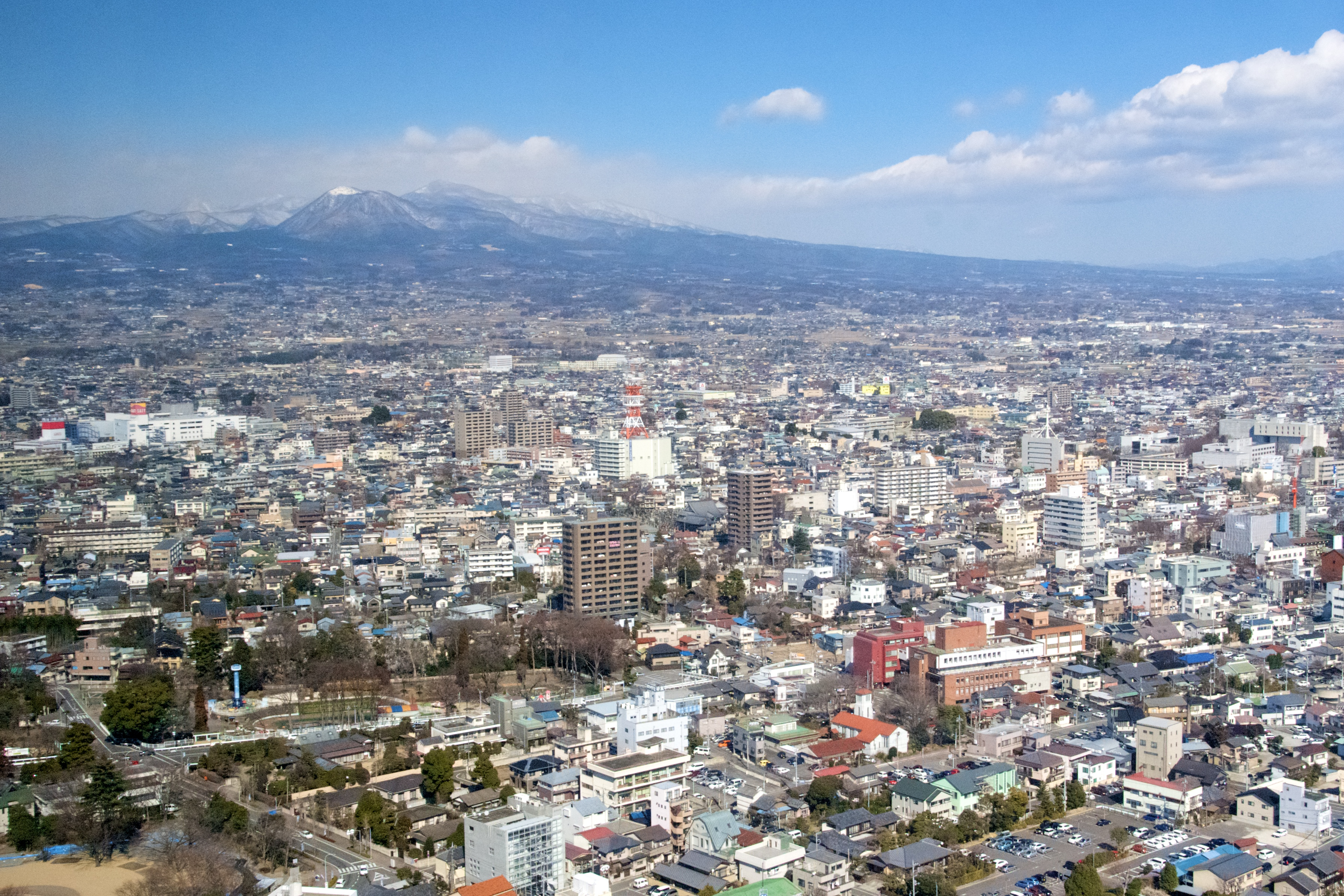
Vista aérea da capital Maebashi

Gunma (prefeitura) (群馬県, Gunma-ken) é uma prefeitura do Japão localizada no noroeste da região de Kantō na principal ilha Honshu. Sua capital é Maebashi.

## História
Os restos de um homem paleolítico foram encontrados em Iwajuku, Gunma, no começo do século XX, existindo um museu público no lugar.
Não existiam cavalos no Japão até por volta do século V. A antiga prefeitura de Gunma era o centro de criação de cavalos e atividades comerciais para os novos imigrantes que vieram de fora do país. A chegada dos cavalos coincide com o grande processo de imigração do continente. A partir desse momento, o cavalo tornou-se uma peça importante na estratégia militar japonesa, rapidamente substituindo a antiga tradição Yayoi de lutar a pé.
Quando o Monte Haruna teve sua erupção no final do século VI, o Japão ainda estava na fase pré-histórica (antes da adoção do sistema de escrita chinês durante o Período Nara). A unidade de arqueologia da prefeitura de Gunma, em 1994, conseguiu datar a erupção através da antropologia zoológica nos currais que foram queimados pela lava.
No passado, Gunma era unida com a província de Tochigi e se chamava Província de Kenu. Mais tarde, foi dividida em Kami-tsu-ke (Kenu de cima, Gunma) e Shimo-tsu-ke (Kenu de baixo, Tochigi). A região às vezes é chamada de Jomo (上毛, Jōmō). Durante a maior parte da história japonesa, Gunma era conhecida como a província de Kōzuke.
No começo do período de contato entre as nações ocidentais e o Japão, principalmente no final do Período Tokugawa, a província era chamada pelos estrangeiros de os Estados Joushu. Era possível ler essas palavras em prédios públicos, templos e santuários.
As primeiras fábricas de seda foram construídas com a ajuda de italianos e franceses, em Annaka, na década de 1870.
No começo do Período Meiji, no que foi chamado de Incidente de Gunma de 1884, uma luta sangrenta entre os defensores dos ideais democráticos ocidentais e os conservadores defensores do modelo nacionalista prussiano aconteceu em Gunma e na vizinha Nagano. O moderno exército japonês, armados com os novos rifles construídos no Japão, atirou em fazendeiros. Esses fazendeiros de Gunma são considerados as primeiras vítimas do rifle Murata.
No século XX, o pioneiro da aviação japonês Nakajima Chikushi, de Oizumi, Gunma, fundou a Companhia de Aviação de Nakajima. No começo, ele produziu principalmente modelos licenciados de países estrangeiros, mas depois começou a produzir caças totalmente japoneses como o Nakajima 91 em 1931. Sua empresa tornou-se uma líder mundial em design aeronáutico e produção de aeronaves, com sua sede em Ota, Gunma. A fábrica hoje produz automóveis Subaru e outros produtos sobre o nome de Indústrias Pesadas Fuji.
Na década de 1930, o arquiteto alemão Bruno Julius Florian Taut (4 de maio de 1880, Königsberg, Alemanha – 24 de dezembro de 1938, Istambul) viveu parte de sua vida e conduziu pesquisas em Takasaki, Gunma.
O Incidente de Girard, que abalou as relações nipo-americanas na década de 1950, ocorreu em Gunma, em 1957, na Base de Somogahara, perto de Shibukawa.
Quatro ex-primeiros ministros são de Gunma: Takeo Fukuda, Yasuhiro Nakasone, Keizo Obuchi, e Yasuo Fukuda, o filho de Takeo.

## Geografia
Uma das únicas oito prefeituras sem aceso ao mar, Gunma é a prefeitura mais a noroeste da planície de Kanto. Com exceção das regiões centrais e no sudeste, onde a maior parte da população está concentrada, seu terreno é montanhoso. Ao norte estão as prefeituras de Niigata e Fukushima, enquanto que a leste encontra-se a prefeitura de Tochigi. Ao oeste localiza-se a prefeitura de Nagano e ao sul a prefeitura de Saitama.
Algumas das maiores montanhas em Gunma são os Montes Akagi, Haruna, Myogi, Nikko-Shirane e Asama, que localiza-se na fronteira com Nagano. As três primeiras são conhecidas como as "Três Montanhas de Jomo", que também aparecem em cenas de corrida do anime e mangá Initial D. Os maiores rios são o Tone, Agatsuma e Karasu.

### Clima
Como Gunma situa-se no interior do Japão, a diferença de temperatura no verão comparada com o inverno é grande, e há menos precipitações. Isso ocorre devido ao kara-kaze ("vento vazio"), um vento forte e seco que ocorre no inverno quando a neve cai no litoral de Niigata. O vento carregando as nuvens com a neve são obstruídas pela Cadeia de Montanhas de Echigo, onde também neva, apesar de seus altos picos não deixarem o vento passar por eles. Por essa razão, o vento muda para o kara-kaze.
- Clima em Maebashi
  - Precipitação anual média: 1 163 mm
  - Temperatura media annual: 14,2 graus Celsius

### Cidades
Em negrito, a capital da prefeitura.
| - An'naka - Fujioka - Isesaki - Kiryu | - Maebashi - Midori - Numata - Ota | - Shibukawa - Takasaki - Tatebayashi - Tomioka |

### Distritos
| - Distrito de Agatsuma - Distrito de Gunma - Distrito de Kanra - Distrito de Kitagunma - Distrito de Oura | - Distrito de Sawa - Distrito de Seta - Distrito de Tano - Distrito de Tone |

## Economia
As indústrias modernas de Gunma incluem os equipamentos de transporte e equipamentos elétricos, e estão concentrados em volta de Maebashi e na região oriental perto de Tóquio. As indústrias mais tradicionais são a sericultura e a agricultura. Os principais produtos agrícolas da prefeitura são os repolhos. Além disso, a cidade de Ota é famosa pela indústria automobilística, principalmente por sediar a fábrica da Subaru.

## Cultura

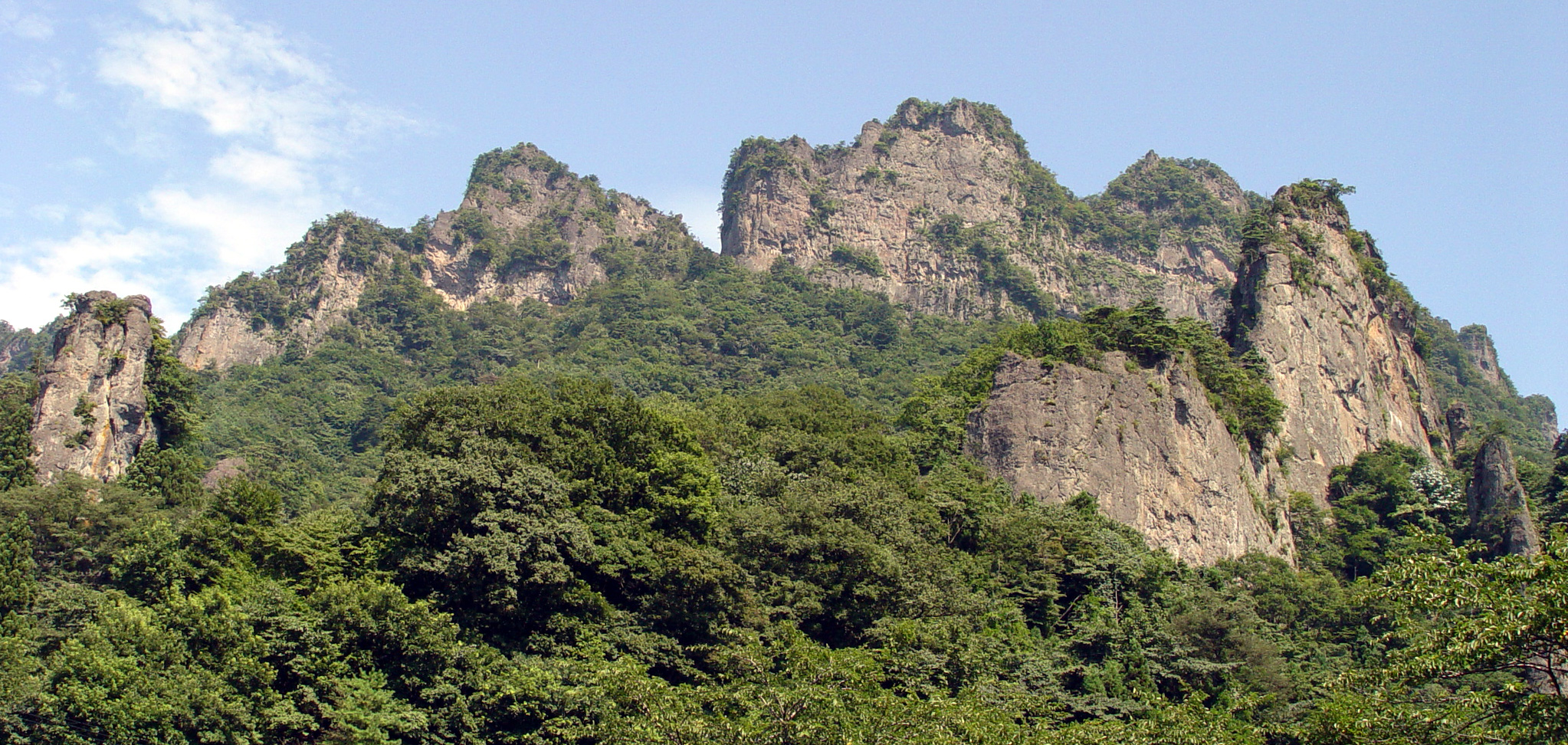
Monte Myogi

Gunma tem um jogo de cartas tradicionais chamado Jomo Karuta (上毛かるた). Crianças e idosos podem jogá-lo.
Mitsuru Adachi, um dos mais famosos desenhistas de mangá, autor de "Touch" e "H2", nasceu em Gunma.
A terra natal de Fujiwara Takumi, protagonista da série de mangá e anime Initial D é de Gunma.
Em Gunma, encontram-se duas das quatro "Rodovias Melódicas", que são sulcos cavados no chão que emitem sons rítmicos quando carros passam por cima. A vibração é transimida através dos pneus para o corpo do carro. Consiste em 2 559 sulcos cortados em um trecho de 175 metros de estrada. Quando um carro passa a mais de 50 km/h, produz uma canção chamada "Memórias do Verão".
Gunma também tem forte influência da cultura brasileira devido ao grande número de descendentes e imigrantes do Brasil que vivem na região. Em Junho de 2024, foi realizado pela primeira vez na Prefeitura o festival Brazilian Day.

## Turismo

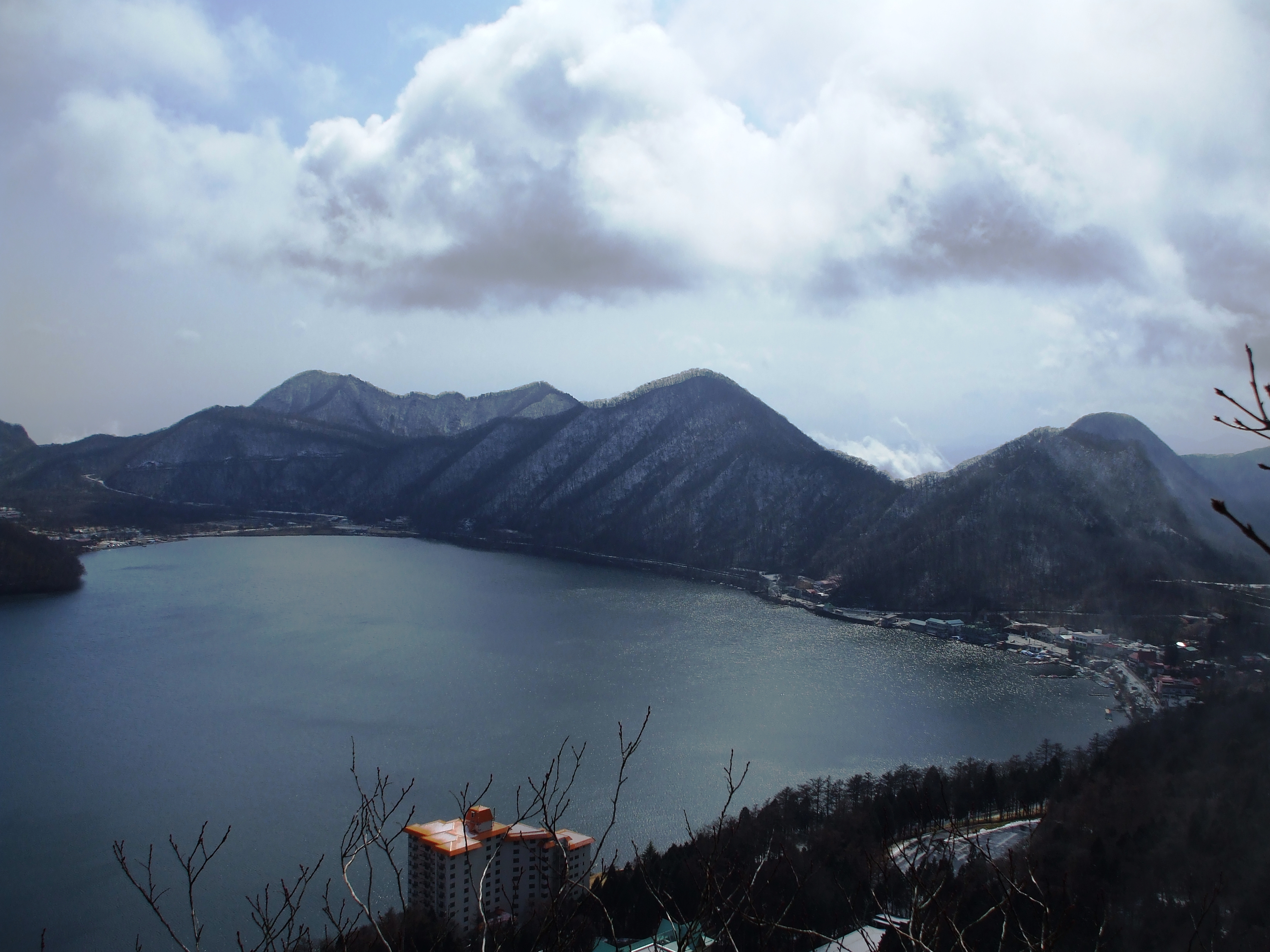
Monte Haruna

Muitos lugares de Gunma são famosos por suas fontes de águas termais (onsen). Outro atrativo da região montanhosa de Gunma são as estações de esqui.
Outros pontos turísticos são:
- Lago Nozori
- Monte Haruna
- Monte Kusatsu-Shirane
- Monte Tanigawa
- Monte Akagi

## Símbolos prefeiturais
O símbolo da prefeitura consiste do primeiro kanji da palavra 'Gunma' cercado por três montanhas estilizadas simbolizando as três montanhas mais importantes da prefeitura: Monte Haruna, Monte Akagi e Monte Myogi.
Para fins de publicidade, o governo da prefeitura também usa a Yuma-chan, um pequeno desenho de um cavalo vestindo um chapéu verde. Ele é usado em cartazes promocionais, banners e outos materiais impressos. Outras agências e empresas formal ou informalmente usam variações do desenho quando fazem sinais ou avisos em construções, ruas ou em notícias públicas.